# 近藤徹 (野球)
近藤 徹（こんどう とおる、1944年 - ）は、愛知県出身の元アマチュア野球選手（内野手）。

## 来歴・人物
岡崎北高等学校では3年生の時に、1962年夏の甲子園県予選準決勝に進むが、豊田西高に敗退。高校卒業後に法政大学に進学。東京六大学野球リーグでは在学中2回優勝。三番打者、三塁手として活躍し、1966年秋季リーグではベストナイン（三塁手）に選出されている。 大学同期に二塁手の中村之保、投手の里見忠志がいる。同年の第二次ドラフトでサンケイアトムズに4位指名されるが入団を拒否。
卒業後は社会人野球の日本コロムビアに進む。1967年の都市対抗に四番打者として出場、エース近藤重雄を擁し準々決勝に進出する。この試合の先発を任された永淵洋三（東芝から補強）が好投するが、6回に逆転を許し電電東京に惜敗。同年に開催された第7回アジア野球選手権大会日本代表にも選出され、主に二塁手として日本の優勝に貢献した。1970年の都市対抗にも二塁手として出場。しかし日本コロムビアは1971年をもって野球部を廃止した。